# Cédric Pioline
Cédric Pioline (Neuilly-sur-Seine, 15 de juny de 1969) és un exjugador de tennis francès. Va estar en actiu des de 1989 fins al 2002.
En el seu palmarès hi ha cinc títols individuals i un de dobles masculins. Va disputar dues finals de Grand Slam individuals, un US Open i un Wimbledon, en ambdós casos superats per Pete Sampras.
És l'únic jugador que ha aconseguit entrar al top ten del rànquing de l'ATP sense haver guanyat cap torneig, l'any 2000 va arribar al cinquè lloc.
Va formar part de l'equip francès de la Copa Davis en diverses ocasions i va guanyar el títol en dues ocasions els anys 1996 i 2001.

## Biografia
Fill d'Adriana i Maurice Pioline. Ambdós foren jugadors de voleibol professionals, ell francès i ella romanesa international amb la selecció nacional. Té un germà més gran anomenat Denis.
Es va casar amb Mireille Bercot i van tenir un fill anomenat Andrea (1993).

## Torneigs de Grand Slam

### Individual: 2 (0−2)
| Resultat  | Núm. | Any  | Torneig   | Oponent      | Marcador      |
| --------- | ---- | ---- | --------- | ------------ | ------------- |
| Finalista | 1.   | 1993 | US Open   | Pete Sampras | 4−6, 4−6, 3−6 |
| Finalista | 2.   | 1997 | Wimbledon | Pete Sampras | 4−6, 2−6, 4−6 |

## Palmarès

### Individual: 17 (5−12)
| Llegenda (pre/post 2009)                                 |
| -------------------------------------------------------- |
| Grand Slams (0−2)                                        |
| Tennis Masters Cup / ATP Finals (0−0)                    |
| ATP Masters Series / ATP World Tour Masters 1000 (1−2)   |
| ATP International Series Gold / ATP World Tour 500 (1−1) |
| ATP International Series / ATP World Tour 250 (3−7)      |

| Títols per superfície |
| --------------------- |
| Dura (1−4)            |
| Gespa (1−1)           |
| Terra batuda (2−2)    |
| Moqueta (1−5)         |

| Resultat  | Núm. | Data                   | Torneig                   | Superfície   | Oponent             | Marcador            |
| --------- | ---- | ---------------------- | ------------------------- | ------------ | ------------------- | ------------------- |
| Finalista | 1.   | 26 d'octubre de 1992   | Lió, França               | Moqueta      | Pete Sampras        | 4−6, 2−6            |
| Finalista | 2.   | 25 d'abril de 1993     | Montecarlo, Mònaco        | Terra batuda | Sergi Bruguera      | 6−7(2), 0−6         |
| Finalista | 3.   | 12 de setembre de 1993 | US Open, Estats Units     | Dura         | Pete Sampras        | 4−6, 4−6, 3−6       |
| Finalista | 4.   | 10 d'octubre de 1993   | Tolosa, França            | Dura (i)     | Arnaud Boetsch      | 6−7(5), 6−3, 3−6    |
| Finalista | 5.   | 17 d'octubre de 1993   | Bolzano/Bozen, Itàlia     | Moqueta      | Jonathan Stark      | 3−6, 2−6            |
| Finalista | 6.   | 25 d'octubre de 1993   | Lió (2)                   | Moqueta      | Pete Sampras        | 6−7(5), 6−1, 5−7    |
| Finalista | 7.   | 28 d'agost de 1994     | Long Island, Estats Units | Dura         | Ievgueni Kàfelnikov | 7−5, 1−6, 2−6       |
| Finalista | 8.   | 4 de febrer de 1996    | Zagreb, Croàcia           | Moqueta      | Goran Ivanišević    | 6−3, 3−6, 2−6       |
| Finalista | 9.   | 18 de febrer de 1996   | Marsella, França          | Dura (i)     | Guy Forget          | 5−7, 4−6            |
| Guanyador | 1.   | 17 de març de 1996     | Copenhaguen, Dinamarca    | Moqueta      | Kenneth Carlsen     | 6−2, 7−6(7)         |
| Guanyador | 2.   | 4 de maig de 1997      | Praga, Txèquia            | Terra batuda | Bohdan Ulihrach     | 6−2, 5−7, 7−6(4)    |
| Finalista | 10.  | 6 de juliol de 1997    | Wimbledon, Regne Unit     | Gespa        | Pete Sampras        | 4−6, 4−6, 3−6       |
| Finalista | 11.  | 1 de març de 1998      | Londres, Regne Unit       | Moqueta      | Ievgueni Kàfelnikov | 5−7, 4−6            |
| Finalista | 12.  | 26 d'abril de 1998     | Montecarlo (2)            | Terra batuda | Carles Moyà         | 3−6, 0−6, 5−7       |
| Guanyador | 3.   | 21 de juny de 1999     | Nottingham, Regne Unit    | Gespa        | Kevin Ullyett       | 6−3, 7−5            |
| Guanyador | 4.   | 20 de febrer de 2000   | Rotterdam, Països Baixos  | Dura (i)     | Tim Henman          | 6−7(3), 6−4, 7−6(4) |
| Guanyador | 5.   | 23 d'abril de 2000     | Montecarlo                | Terra batuda | Dominik Hrbatý      | 6−4, 7−6(3), 7−6(6) |

### Dobles masculins: 2 (1−1)
| Llegenda (pre/post 2009)                                 |
| -------------------------------------------------------- |
| Grand Slams (0−0)                                        |
| Tennis Masters Cup / ATP Finals (0−0)                    |
| ATP Masters Series / ATP World Tour Masters 1000 (0−1)   |
| ATP International Series Gold / ATP World Tour 500 (0−0) |
| ATP International Series / ATP World Tour 250 (1−0)      |

| Títols per superfície |
| --------------------- |
| Dura (0−0)            |
| Gespa (0−0)           |
| Terra batuda (1−0)    |
| Moqueta (0−1)         |

| Resultat  | Núm. | Data                 | Torneig        | Superfície   | Parella         | Oponents                       | Marcador      |
| --------- | ---- | -------------------- | -------------- | ------------ | --------------- | ------------------------------ | ------------- |
| Guanyador | 1.   | 5 de juliol de 1993  | Gstaad, Suïssa | Terra batuda | Marc Rosset     | Hendrik Jan Davids Piet Norval | 6−3, 3−6, 7−6 |
| Finalista | 1.   | 28 d'octubre de 2002 | París, França  | Moqueta      | Gustavo Kuerten | Nicolas Escudé Fabrice Santoro | 6−3, 6−3      |

### Equips: 3 (2−1)
| Resultat  | Núm. | Data                                   | Torneig                              | Superfície       | Equip                                               | Oponents                                                         | Marcador |
| --------- | ---- | -------------------------------------- | ------------------------------------ | ---------------- | --------------------------------------------------- | ---------------------------------------------------------------- | -------- |
| Guanyador | 1.   | 29 de novembre − 1 de desembre de 1996 | Copa Davis, Malmö, Suècia            | Dura (i)         | Arnaud Boetsch Guy Forget Guillaume Raoux           | Jonas Björkman Stefan Edberg Thomas Enqvist Nicklas Kulti        | 3−2      |
| Finalista | 1.   | 3 − 5 de desembre de 1999              | Copa Davis, Niça, França             | Terra batuda (i) | Olivier Delaitre Sebastien Grosjean Fabrice Santoro | Lleyton Hewitt Mark Philippoussis Todd Woodbridge Mark Woodforde | 2−3      |
| Guanyador | 2.   | 30 de novembre − 2 de desembre de 2001 | Copa Davis, Melbourne, Austràlia (2) | Gespa            | Nicolas Escude Sebastien Grosjean Fabrice Santoro   | Wayne Arthurs Lleyton Hewitt Patrick Rafter Todd Woodbridge      | 3−2      |

## Trajectòria

### Individual
| Open d'Austràlia | A   | 1R   | 1R    | 2R    | 2R    | 1R    | 1R    | A     | A     | 4R    | 1R    | 1R    | 3R    | A     | 0 / 10    | 7 − 10    |
| Roland Garros | 1R  | 1R   | 2R    | 4R    | 2R    | 2R    | 2R    | QF    | 3R    | SF    | 1R    | 4R    | 2R    | 1R    | 0 / 14    | 22 − 14   |
| Wimbledon | A   | A    | 2R    | 2R    | QF    | 1R    | QF    | 4R    | F     | 1R    | QF    | 2R    | 2R    | 1R    | 0 / 12    | 24 − 12   |
| US Open | A   | A    | 1R    | 3R    | F     | 3R    | 2R    | 3R    | 4R    | 1R    | SF    | 3R    | 1R    | Q1    | 0 / 11    | 23 − 11   |
| Total Victòries−Derrotes                                                                                                   | 0−3 | 5−12 | 21−20 | 31−27 | 51−27 | 31−31 | 27−28 | 44−23 | 36−28 | 41−29 | 43−32 | 32−20 | 17−22 | 10−16 | 389 − 318 | 389 − 318 |
| Rànquing a final d'any | 202 | 118  | 51    | 33    | 10    | 51    | 54    | 21    | 20    | 18    | 14    | 16    | 84    | 119   |           |           |
| Llegenda: G: Guanyador; F: Finalista; SF: Semifinalista; QF: Quarts de final; Q: Qualificació; A: Absent; RR: Round Robin; |     |      |       |       |       |       |       |       |       |       |       |       |       |       |           |           |

### Dobles masculins
| Open d'Austràlia | A   | 1R  | A   | A   | A   | 0 / 1   | 0 − 1   |
| Roland Garros | QF  | 1R  | 1R  | 1R  | 2R  | 0 / 5   | 4 − 5   |
| Wimbledon | A   | A   | A   | A   | A   | 0 / 0   | 0 − 0   |
| US Open | A   | A   | A   | A   | A   | 0 / 0   | 0 − 0   |
| Total Victòries−Derrotes                                                                                                   | 3−2 | 4−7 | 4−4 | 1−2 | 5−2 | 41 − 50 | 41 − 50 |
| Rànquing a final d'any | 192 | 247 | 279 | 393 | 226 |         |         |
| Llegenda: G: Guanyador; F: Finalista; SF: Semifinalista; QF: Quarts de final; Q: Qualificació; A: Absent; RR: Round Robin; |     |     |     |     |     |         |         |